# Niechanowo
Niechanowo è un comune rurale polacco del distretto di Gniezno, nel voivodato della Grande Polonia.
Ricopre una superficie di 105,31 km² e nel 2004 contava 5 337 abitanti.